# Бесконечный Марс
Бесконечный Марс (англ. The Long Mars) — фантастический роман английских писателей Терри Пратчетта и Стивена Бакстера, третья книга из цикла «Бесконечная земля». Рабочим названием романа изначально было «The Long Childhood», которое впоследствии было изменено на «The Long Mars».
Издание романа в твёрдой обложке вышло 19 июня 2014 года и в августе 2014 года в мягкой обложке. На русском языке роман выпущен издательством «Эксмо» в 2017 году в переводе А. Агеева и А. Баннова.

## Сюжет
Салли Линси со своим отцом и их другом-астронавтом прибывают на Марс и обнаруживают, что он также имеет множество альтернативных версий в параллельных вселенных, технология перехода между которыми землянами уже освоена. Среди многих безжизненных Марсов с разреженной атмосферой, аналогичных «нашему», путешественникам встречаются миры и с океанами, и даже с разумной жизнью.

## Цикл «Бесконечная земля»
Помимо романа «Бесконечный Марс» в цикл входят романы «Бесконечная земля» (англ. The Long Earth), «Бесконечная война» (англ. The Long War), «The Long Utopia» и «The Long Cosmos».